# 립토우스키미쿨라시

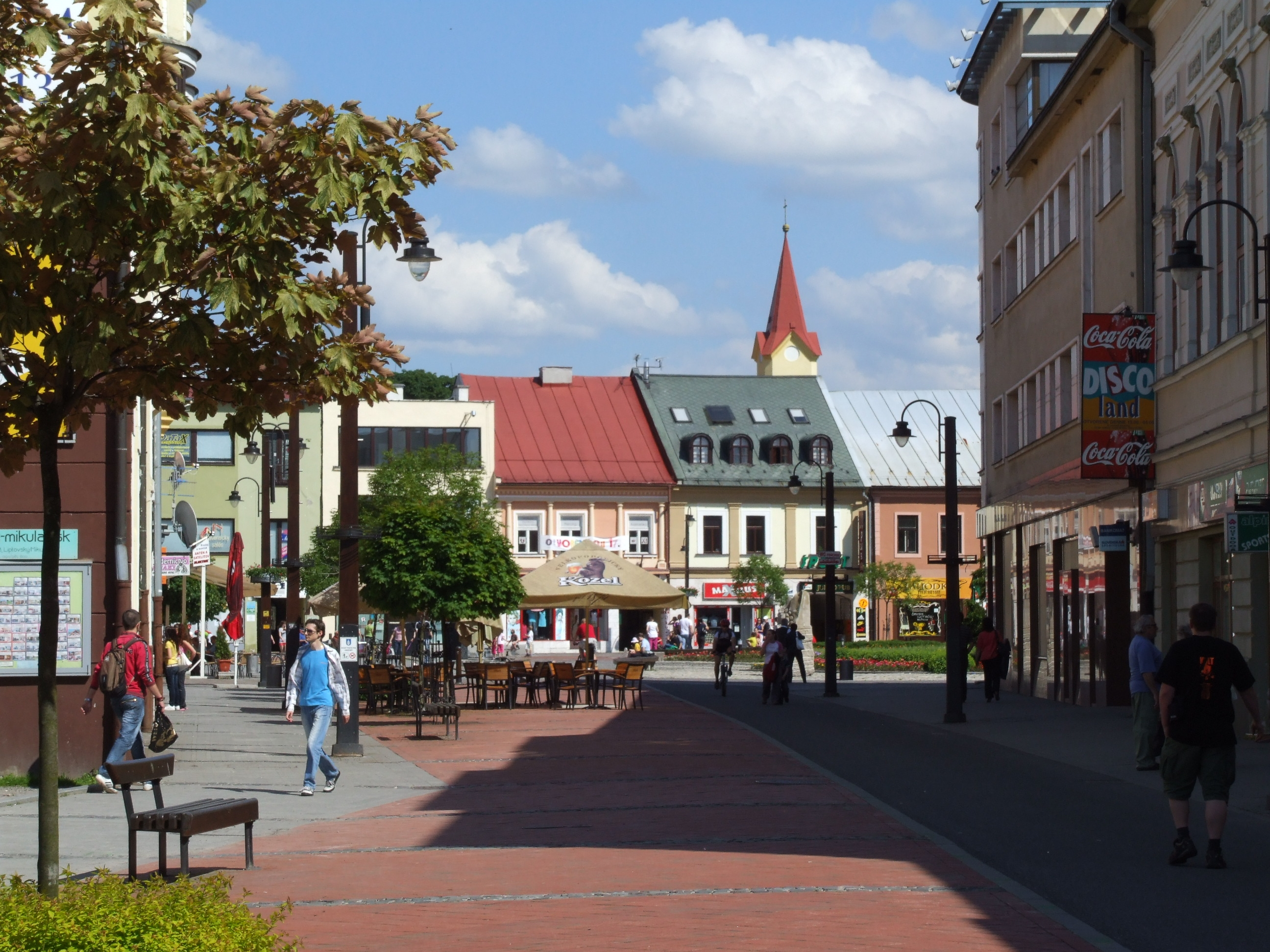
립토우스키미쿨라시

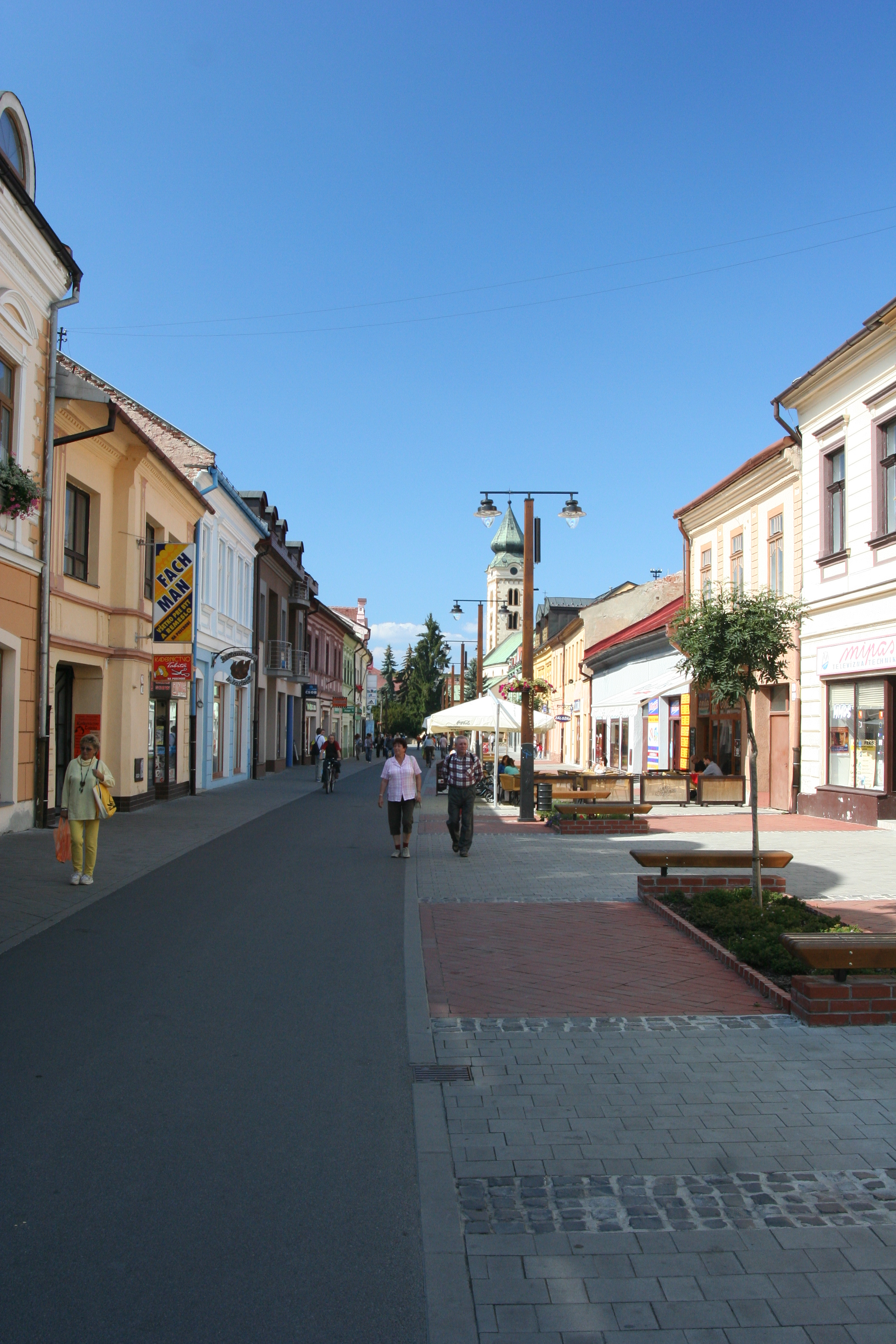
립토우스키미쿨라시

립토우스키미쿨라시(슬로바키아어: Liptovský Mikuláš, 1952년 이전까지 사용된 명칭: Liptovský Svätý Mikuláš 립토우스키스베티미쿨라시, 독일어: Liptau-Sankt-Nikolaus 리프타우장크트니콜라우스[*], 헝가리어: Liptószentmiklós 리프토센트미클로시[*])는 슬로바키아 북부 질리나주에 위치한 도시로, 면적은 70.109km2, 높이는 577m, 인구는 32,786명(2006년 기준), 인구 밀도는 468명/km2이다.

시 문장

## 자매 도시
- 체코 오파바
- 헝가리 키슈쾨뢰시
- 그리스 칼라마리아
- 프랑스 안시
- 러시아 예프레모프
- 슬로바키아 갈란타
- 핀란드 케미
- 폴란드 지비에츠
- 슬로베니아 슬로벤스케코니체